# Zur Namensfeier
Jour de fête
Pour les articles homonymes, voir Jour de fête.

Zur Namensfeier, en français Jour de fête, op. 115, est une ouverture symphonique en do majeur de Ludwig van Beethoven composée en  1814-1815. Elle est très rarement jouée. Elle fut créée à Vienne, le 25 décembre 1815, soit le jour de Noël.
Son titre fait référence au jour de fête de l’empereur François Ier. Ce n'est cependant pas une œuvre de circonstance, le programme du concert de création ne portant que le mot "Ouverture". Beethoven, qui a songé un moment à y incorporer des extraits de l'Ode à la Joie,  Schiller, y utilise un thème qui préfigure celui du finale de la Neuvième Symphonie.